# گزا توت (وزنه‌بردار)
گزا توت (مجاری: Géza Tóth; ۲۵ ژانویهٔ ۱۹۳۲ – ۴ اکتبر ۲۰۱۱) وزنه‌بردار اهل مجارستان بود.
وی در مسابقات کشوری و بین‌المللی در مجموع برندهٔ ۱ مدال نقره شده‌است.